# Пік страху
«Пік страху» — фільм-трилер з елементами жахів, знятий у копродукції США, України, та Іспанії. Режисером стрічки виступив Станіслав Капралов. Головні ролі у стрічці зіграли Іванна Сахно, Алекс Гафнер та Тінатін Далакішвілі.
Реліз стрічки вперше відбувся 26 серпня 2020 року в рамках позаконкурсної програми «Спеціальні події» міжнародного кінофестивалю Molodist. Згодом стрічка з'явилася на домашньому відео 22 вересня 2020 року в США (дистриб'ютор Lionsgate) а також вийшла в український кінопрокат 28 січня 2021 року (дистриб'ютор Вольга Україна).

## Сюжет
Молода пара сноубордистів Мія та Макс, що полюбляють вільне спускання з гори, їдуть відпочивати до засніжених гір мальовничої Грузії. Здається, що в майже порожньому готелі на них очікує лише краса, спокій та насолода. Але тихе місце насправді приховує моторошну таємницю, завдяки якій ці місця такі спокійні та безлюдні.
Адміністраторка готелю попереджає молодих людей про деякі нюанси відпочинку і просить їх не від'їжджати від готелю далеко та не користуватися деякими гірськими трасами для сноубордингу. На жаль, молода пара не прислухалась до порад і тепер стикнувшись з тим жахом що існує у горах, єдине що їм залишається це спробувати вижити у засніженій глушині.

## У ролях
- Іванна Сахно — Мія
- Алекс Гафнер — Макс
- Тінатін Далакішвілі — Лалі
- Маріам Сулакадзе — дівчина
- Гія Джапарідзе — старий

## Українськомовне дублювання
У 2021 році на студії Tretyakoff Production / Cinema Sound Production було створене українськомовне дублювання стрічки на замовлення кінодистриб'ютора Вольґа Україна.

## Реліз
Реліз стрічки вперше відбувся 26 серпня 2020 року в рамках позаконкурсної програми «Спеціальні події» міжнародного кінофестивалю Molodist.
Згодом стрічка з'явилася на домашньому відео 22 вересня 2020 року в США (дистриб'ютор Lionsgate), а також вийшла в український кінопрокат 28 січня 2021 року (дистриб'ютор Вольга Україна).

## Виноски
1. ↑  за кордоном вийшов під назвою «Хай сніжить» (англ. Let It Snow)